# Colônia Pimentel
A Colônia Pimentel é um povoado do Maranhão que se localiza perto do Rio Pindaré, onde o Rio Pindaré circula ao lado, o que cria uma pequeno pedaço de terra semelhante à uma península que se encontra por uma estrada e também por terra, essa pequena península tem mais ou menos 184,44 metros de largura na região que liga a península à terra é 1,20 quilômetros e a área total é de 71.984,28 metros quadrados contando com outras duas porções de terra que ligam a península à terra, essas duas outras porções de terra ligam a península à Colônia Pimentel por uma estrada e a segunda porção de terra é uma região que liga a península à outras localidades (como outras cidades e povoados), a estrada que liga a Colônia Pimentel á a península contém 8,17 metros de largura e a porção de terra que liga a península à outras localidades tem 47,30 metros de largura.
A península que se liga na Colônia Pimentel e em outras porções de terra tem pequena fazenda em seu centro e uma sorveteria em uma porção de terra que liga a península à terra, essa fazenda se encontra ligada na mesma estrada que liga a Colônia Pimentel na península, a península tem a maior parte de sua área sem árvores e vegetação, onde se encontra apenas uma pequena quantidade de árvores atrás da fazenda e na costa marítima da península.
A Colônia Pimentel tem 5.320 habitantes com uma densidade populacional de 36,87 habitantes por quilômetro cúbico, a Colônia Pimentel  tem uma área total de 412.893,99 metros quadrados e uma distância total de 3,45 quilômetros e contém 4 ruas; Rua do Campo, Rua Grande, Rua Nova e Rua do Comércio, essa quatro ruas se ramificam pelo povoado inteiro facilitando a movimentação do trânsito, a rua que transita entre a Colônia Pimentel e sua península se chama Rua Grande, a Colônia Pimentel é conhecida pela sua grande quantidade de lagos, rios e açudes, a Colônia Pimentel tem como sua localidade principal; a Assembleia de Deus, pimentel, monte horebe que é uma igreja que se localiza na Rua Grande que se caracteriza como a única igreja da Colônia Pimentel.

## História
O povoado da Colônia Pimentel se origina de emigrantes cearenses que vieram trabalhar em uma plantação de cana de açúcar para o Engenho Central de São Pedro em Pindaré e em 1984, o povoado da Colônia Pimentel é fundado e subordinado pelo governo de Pindaré-Mirim, por causa da lei estadual nº 269, de 31 de dezembro de 1948 que providenciou a criação de alguns municípios e a criação de distritos anexados à outros estados e municípios.
Após a criação da lei estadual nº 269, o povoado da Colônia Pimentel foi criado como um distrito que foi anexado com o município de Pindaré-Mirim e hoje, a divisão territorial de Pindaré-Mirim e Colônia Pimentel é datada de 1 de julho de 1950, onde o munícipio de Pindaré-Mirim é constituído de 2 distritos; Aterrado e Colônia Pimentel.
Hoje, o prefeito que administra o povoado da Colônia Pimentel se chama Alexandre Colares Bezerra Junior, sendo o mesmo prefeito de Pindaré-Mirim.